# Rusofobia

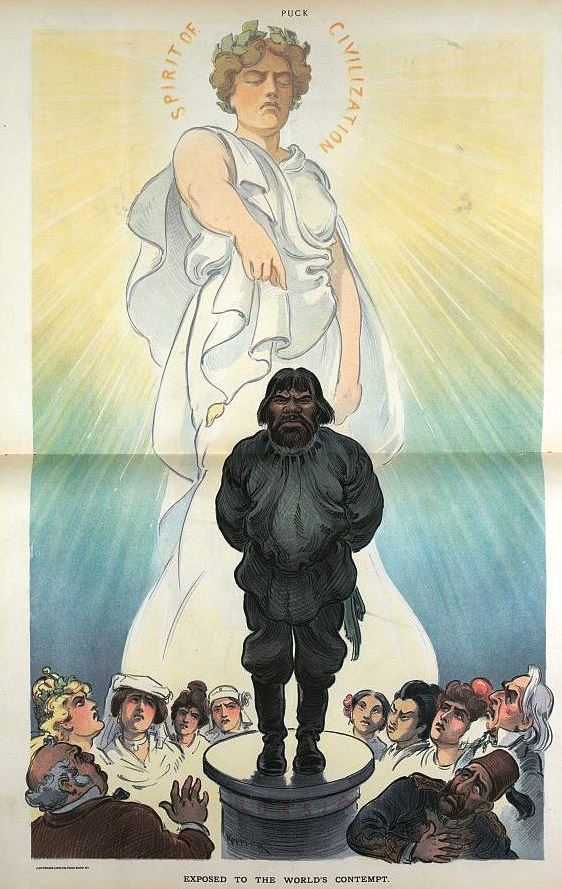
Ilustración publicada por la revista británica Puck en 1903, en la que se identifica a Rusia con un campesino rudo, bárbaro y oscuro. La alegoría del "Espíritu de la Civilización" señala con el dedo al campesino y el pie de imagen dice: «Expuesto al desprecio del mundo».

Se entiende por rusofobia en un sentido descriptivo el «odio a los rusos». Precisando mejor el concepto, el historiador español José M. Faraldo ha señalado que «la palabra “rusofobia” es un término que se ha usado en los últimos 150 años para describir el miedo, la aversión, la hostilidad o el prejuicio hacia Rusia, lo ruso, el pueblo ruso o la cultura rusa en general». Sin embargo, este historiador advierte que «definir qué es la rusofobia y describir su acción es mucho más complejo de lo pudiera parecer» porque «el concepto ha sido objeto de abuso por la propaganda rusa, victimista». Tanto el nacionalismo ruso como el Estado ruso han usado la rusofobia como arma política, especialmente en la época de gobierno de Vladímir Putin (del 2000 hasta la actualidad) durante la cual «la acusación de rusofobia se ha venido utilizando para marcar a todo aquel que se opusiera a las líneas maestras de su liderazgo, dentro y fuera del país».
Faraldo señala también que «la rusofobia ha sido, históricamente, un fenómeno muy escaso. […] No ha habido pogromos antirrusos, no ha habido una discriminación sistemática de ciudadanos rusos por el hecho de serlo ―ya hemos visto las excepciones, sobre todo en los países bálticos―. […] Si lo comparamos con la fobia más conocida de la historia de los últimos mil años ―el antisemitismo―, la rusofobia carece de historial persecutorio, discriminatorio y no digamos eliminatorio». Además, «la valoración de lo ruso no ha sido siempre negativa… La rusofilia es otro de los discursos más habituales de la modernidad, sea como alternativa al capitalismo, sea como último refugio de determinados valores, como la tradición o la masculinidad patriarcal».
El sentimiento rusofóbico está muy extendido entre los rusos, empezando por el propio presidente Vladímir Putin que está persuadido de que «Rusia está rodeada de enemigos» que «acechan el país, lo amenazan, no lo aceptan, no entienden sus particularidades, lo intentan debilitar, destruir, en suma». «Hay muchos otros rusos que están convencidos de que el mundo les odia y les persigue… Esa percepción del odio y del desprecio acrecienta el aislamiento y la soledad de Rusia», ha afirmado José M. Faraldo.

## Etimología
El término rusofobia proviene de la unión de dos palabras: «russo», que se refiere a Rusia, y «fobia», que proviene de la palabra griega φόβος, que significa miedo; es decir, el término designa una actitud negativa, suspicaz, hostil y sesgada hacia el pueblo ruso, Rusia, la cultura rusa, el idioma ruso o la política estatal rusa; una fuerte aversión u hostilidad hacia Rusia (o la ex Unión Soviética), su gente y su cultura; una dirección específica en la etnofobia.
En la literatura sobre fobias antirrusas, se presta poca atención al aspecto lingüístico y conceptual del fenómeno en estudio. El uso irreflexivo de términos conduce a la confusión de fenómenos dispares.
El término se ha convertido en un cliché político entre los funcionarios rusos y los medios de comunicación progubernamentales. 
Las críticas al liderazgo ruso y el rechazo a la política exterior rusa suelen considerarse manifestaciones de rusofobia y, en ocasiones, se equiparan al antisemitismo.

## Historia

### SigloXVI

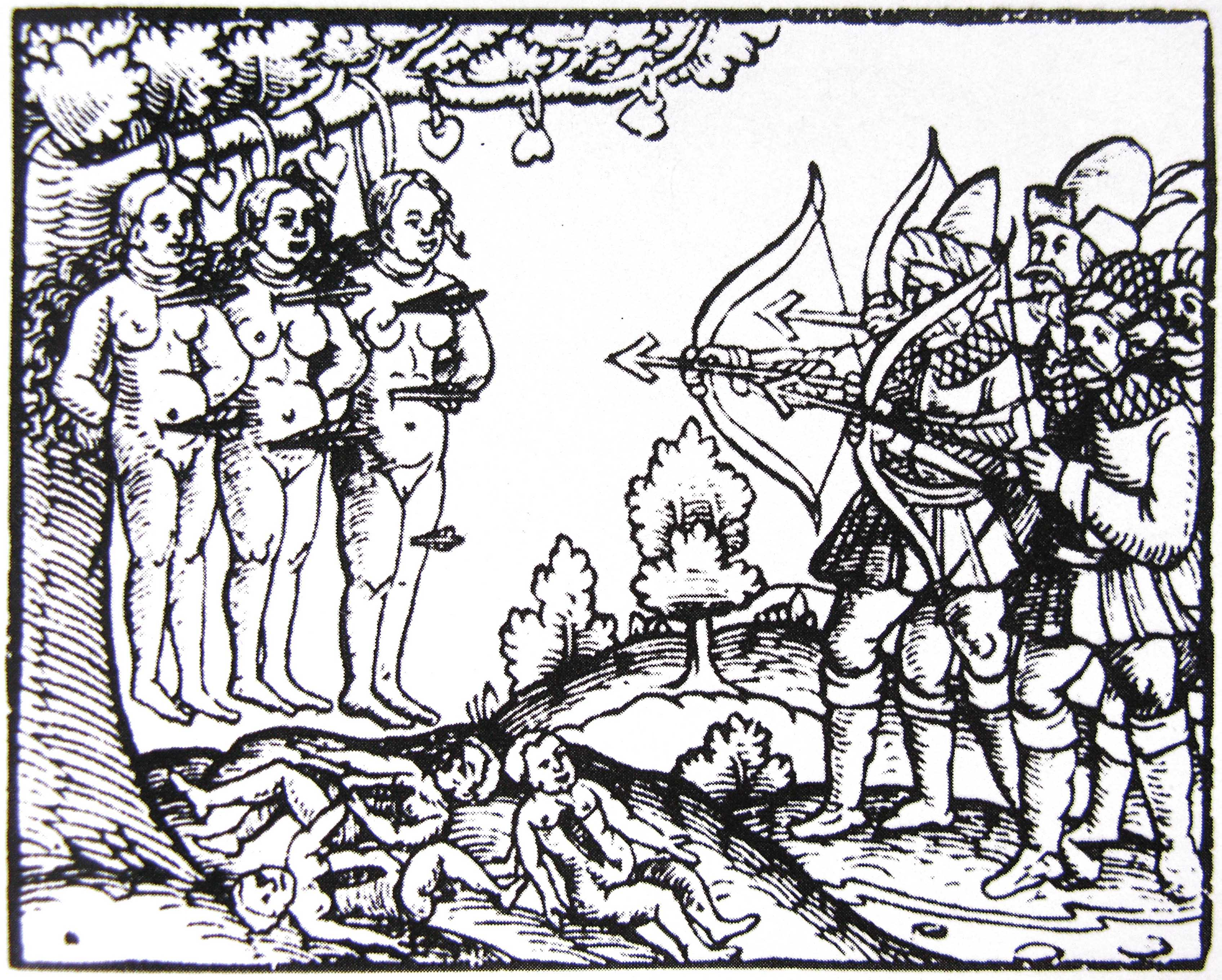
Grabado de propaganda antirrusa impreso en Núremberg en 1561, al principio de la guerra livonia.

Desde principios del siglo XVI, se pueden observar manifestaciones individuales documentadas de rusofobia. En este periodo destaca la propaganda contra el Estado Ruso realizada por: estadistas, historiadores y escritores lituanos y polacos y, posteriormente, por los jesuitas.
Esta propaganda surgió de la rivalidad por las tierras eslavas orientales, así como de la lucha confesional del catolicismo con la ortodoxia. El Rey Segismundo I Jagellón el Viejo, quien intentó impedir cualquier alianza política del Estado Ruso en Europa, convenció a los monarcas occidentales de que los moscovitas no eran cristianos, sino crueles bárbaros procedentes de Asia que conspiraban con los turcos y los tártaros para destruir la cristiandad.
Según P. U. Møller, un eslavista danés contemporáneo, en el siglo XVI, los rusos se encontraban entre los países y pueblos «descubiertos» por los europeos occidentales que, en aquella época, pasaron a conocer sus costumbres y hábitos con curiosidad y, a menudo, con horror.
Cuando el Iván Grozny (‘el amenazador’, ‘el que infunde respecto’), que en 1537 se ha autoproclamado zar, ‘césar’, ‘emperador’, de todas las Rusias, irrumpó en el escenario europeo invadiendo (el 22 de enero de 1558) y conquistando Livonia, lo que le proporcionaba una salida vital al Mar Báltico, aunque más tarde la perdería tras ser derrotado en la larga Guerra Livonia (1558-1583), prejuicios y estereotipos negativos sobre los «rusos» se reforzaron en Europa.
Fueron creados durante la guerra por la propaganda livonia. Los panfletos editados en alemán y generalmente profusamente ilustrados presentaban al zar Iván como un tirano cruel y paranoico (de ahí que tradujeran el apelativo Grozny por ‘Terrible’ y con ese término sigue siendo conocido en la actualidad) y a sus ejércitos como bárbaros que cometían todo tipo de atrocidades (en realidad estos escritos reproducían muchos de los tópicos y lugares comunes lanzados contra los turcos otomanos). En ocasiones recogían los testimonios de las víctimas de la invasión de Livonia y de desertores de habla alemana que habían servido en los ejércitos de Iván. Especialmente impactantes eran las imágenes que mostraban torturas, violaciones, empalamientos, mutilaciones y asesinatos de hombres, mujeres, ancianos y niños. «Más allá de que los hechos fueran ciertos o no, estos panfletos formaban parte de guerras de propaganda que todos los Estados han llevado a cabo para perjudicar a sus enemigos», ha puntualizado José M. Faraldo.

### SigloXVIIIy el Testamento de Pedro el Grande
Durante el siglo XVIII Rusia fue englobada dentro de la «Europa Oriental», un término inventado por los ilustrados para identificar a la «otra Europa», la no civilizada, la que no seguía los principios de las Luces, y eso también contribuyó a expandir los estereotipos negativos sobre los «rusos». El filósofo Voltaire viajó a Rusia para aconsejar a los zares «ilustrados» ―especialmente a la zarina Catalina II―  que se habían propuesto «europeizar» Rusia y sacarla de la barbarie y el oscurantismo.
En el siglo XVIII, Dominic Lieven, um historiador inglés, dijo que en los estados de Europa Occidental, los rusos podían ser percibidos como “un equivalente nuevo y mucho más peligroso de los otomanos: los mismos bárbaros crueles y extranjeros, pero mucho mejores a la hora de dominar los logros técnicos europeos”.

#### El Testamento de Pedro el Grande
En 1797, el Directorio francés recibió un documento falsificado de Michał Sokolnicki, un general polaco, que sería el último testamento del Zar Pedro el Grande. En él, el Zar supuestamente exigió que sus sucesores, mediante guerras constantes y poder blando, primero conquisten el Imperio Sueco, la República de las Dos Naciones, Austria y el Imperio Otomano y luego, el Sacro Imperio Romano Germánico y Francia, subyugando finalmente todo el continente europeo a Rusia.
En octubre de 1812, por orden de Napoleón Bonaparte, la falsificación se publicó en la colección de Charles-Louis Lesure. En varias de sus obras, Lesure promovió la narrativa de que, a diferencia de otros estados cristianos, la cristianización de la Rus no condujo a un ablandamiento de la moral de sus habitantes. La propaganda bélica del Imperio Napoleónico exageró los casos de saqueo, retratando al Ejército Imperial Ruso como hunos salvajes.
En las décadas siguientes, el "Testamento de Pedro el Grande" resurgió periódicamente. Por ejemplo, durante la Guerra de Crimea (1853-1856), cuando Francia estaba nuevamente en guerra con Rusia, Napoleón III ordenó que el documento se colocara en los edificios públicos de París.

### SigloXIX

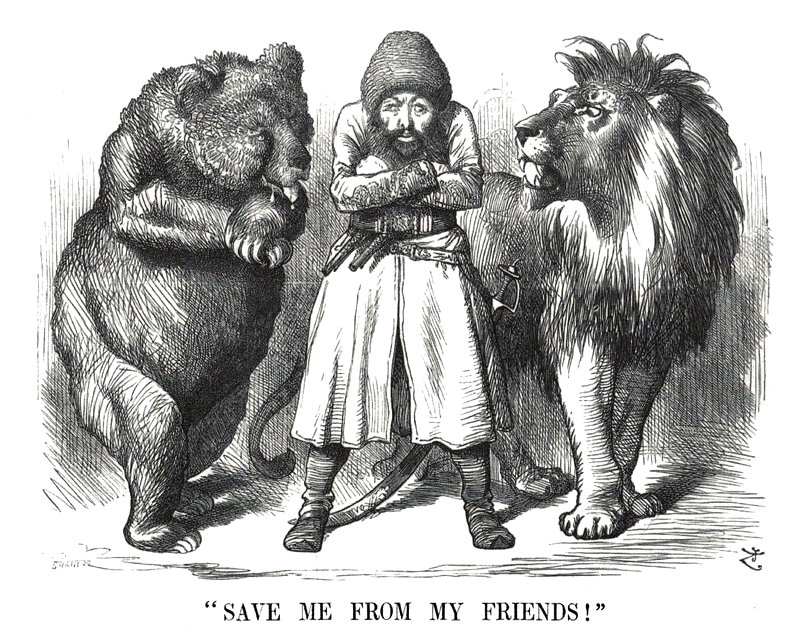
Ilustración satírica británica sobre «El Gran Juego» que enfrentó en la segunda mitad del al Imperio británico y al Imperio ruso por el dominio de Asia central. En el centro el emir de Afganistán rodeado por el oso ruso y el león británico. El pie de imagen dice: «Salvadme de mis amigos».

Las élites rusas se defendieron de estos estereotipos y así fue como nació el término «rusofobia» en un sentido político, por obra del poeta y diplomático Fiódor Tiútchev. Tras recorrer Europa durante más de treinta años, Tiútchev alcanzó un alto puesto en la administración zarista dentro del “Tercer departamento de la oficina de su majestad imperial”, es decir, la policía política. Como instrumento para hacer frente a la «rusofobia» defendió la idea del paneslavismo, que debía guiar la política exterior del Imperio ruso. El zar debía convertirse en el «salvador» de los «hermanos eslavos», además de ser el baluarte de los valores cristianos frente a una Europa hereje y descreída.

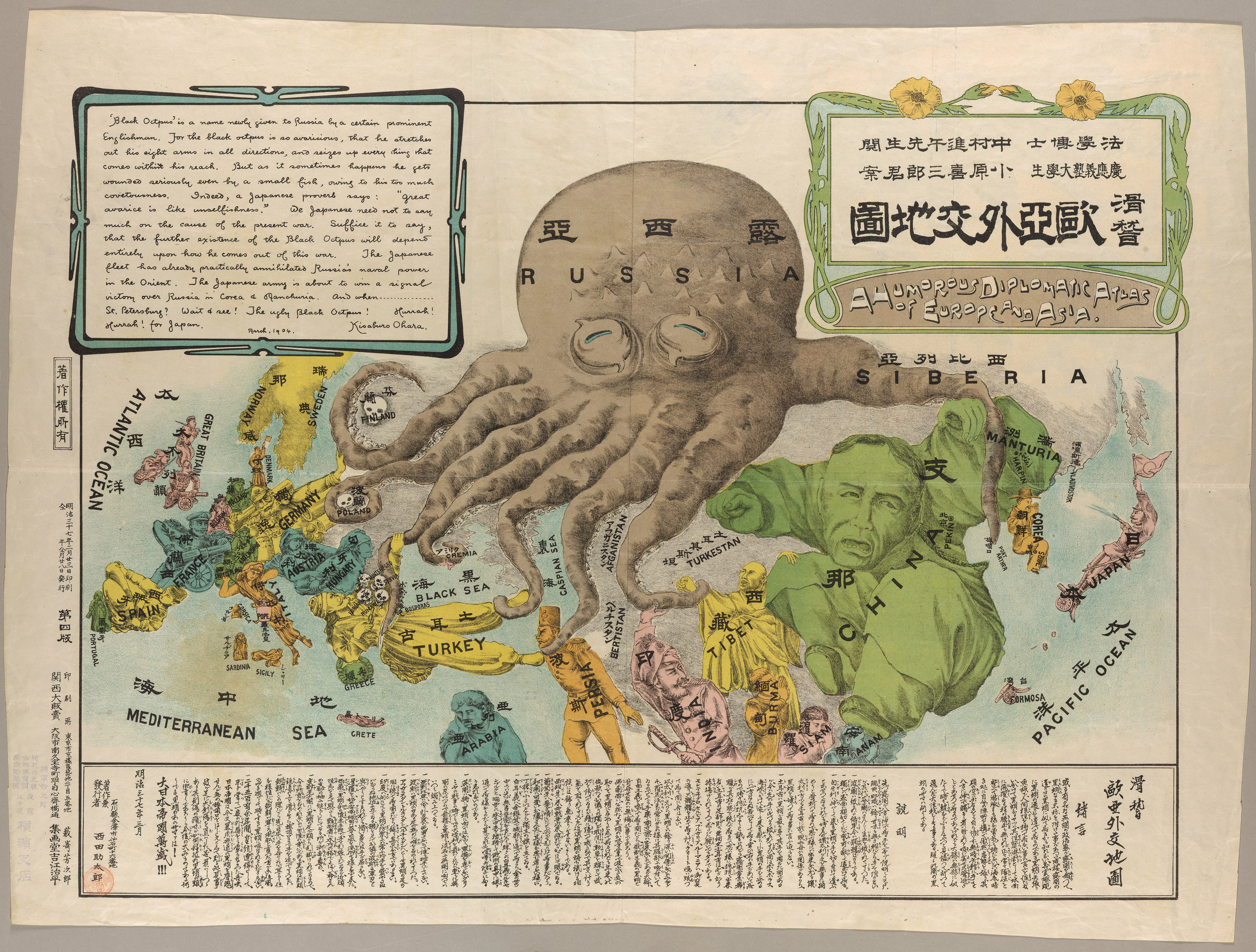
Cartel propagandístico japonés durante la guerra ruso-japonesa en donde se muestra al Imperio Ruso como el Kraken que estrangula con sus tentáculos a todas las naciones de Eurasia.

La guerra de Crimea (1853-1856) extendió  los estereotipos y prejuicios antirrusos en los que las caricaturas satíricas desempeñaron un papel clave, algunas de ellas obra de reputados artistas como Honoré Daumier, Cham, seudónimo de Amédée de Noé, o Gustave Doré. Este último fue el autor de las ilustraciones de la Histoire pittoresque, dramatique et caricaturale de la sainte Russie (‘Historia pintoresca, dramática y caricaturesca de la santa Rusia’, 1854). «En Crimea se marcarán ya las vías de la propaganda moderna y los estereotipos que se repetirán una y otra vez a lo largo del siglo XX», ha afirmado José M. Faraldo.
Este mismo historiador ha concluido que «a lo largo del siglo XIX, los brotes de odio a lo ruso… solo surgían en momentos de conflicto o tensión política. Todos los fenómenos de propaganda antirrusa tienen que ver con las rivalidades internacionales del momento y no se observa, durante el siglo XIX, un odio persistente o una deshumanización prolongada de los rusos como pueblo. […] Es más, buena parte de la rusofobia en el siglo XIX parece haber sido más una “fobia a la autocracia”… Los ataques a Rusia eran, a menudo, ataques contra el despotismo».
En el siglo XIX, la actitud negativa hacia los rusos estaba inextricablemente ligada a la percepción de Rusia como una fuerza reaccionaria que apoyaba el Sistema Metternich y se opuso a las Revoluciones de 1848 (la «Primavera de las Naciones»). Esta transferencia de actitudes del régimen político al pueblo también estuvo presente en las obras de famosos pensadores europeos de izquierda como Karl Marx y Friedrich Engels. Así, se puede encontrar, en la obra de Karl Marx: «Revelaciones de la historia diplomática del siglo XVIII»  la siguiente declaración rusófoba:
Moscovia se crio en la horrible y vil escuela de la esclavitud mongola. Se fortaleció solo al convertirse en un virtuoso en el arte de la esclavitud.

#### Nacionalismo ucraniano y polaco
En el siglo XIX el romanticismo y el nacionalismo convirtieron a Rusia «en un otro al que había que contemplar como a un potencial enemigo». Este fue el caso, especialmente, del nacionalismo ucraniano y del nacionalismo polaco, definidos por su carácter antirruso. Situaron a Rusia dentro de «Asia», subrayando los supuestos rasgos negativos que los «asiáticos» poseían ―«crueldad», «autocracia», «pobreza», «atraso»― frente a «Europa» (occidental) identificada con el progreso y la civilización. Aunque, «el rechazo a Rusia por “asiática” ha llevado a veces a la reacción contraria: a afirmar los lazos de Rusia con Asia como algo positivo» (el ejemplo más destacado será el de Aleksandr Dugin, propagador del neoeurasianismo). De todas formas, «el prejuicio asiático impregna todavía hoy la valoración xenófoba de Rusia», ha puntualizado José M. Faraldo.

#### En Francia
Durante las guerras napoleónicas la propaganda francesa difundió una imagen muy negativa de Rusia. El propio Napoleón, tras conocerse que el Imperio Ruso se había unido a la Tercera Coalición contra Francia, afirmó: «los rusos son una nación de bárbaros y su fuerza yace en su astucia». En 1807 se publicó un panfleto anónimo titulado De la politique et des progrès de la puissance russe (‘De la política y el progreso de la pujanza rusa’) en el que a lo largo de sus 500 páginas se presentaba a Rusia como un imperio «asiático» bárbaro, atrasado y cruel que aplastaba a las pequeñas naciones, como Polonia, y cuyo gigantesco ejército era capaz de arrasar Europa. Este panfleto «supuso uno de los aportes esenciales a la literatura rusofóbica», según José M. Faraldo. Pero no fue el único, le siguieron otros sobre todo durante la campaña de Rusia.
El panfleto De la politique… contenía un resumen del «Testamento de Pedro el Grande», con toda seguridad una falsificación pero que tendrá una enorme influencia ya que fue difundido ampliamente y reaparecerá a lo largo de los dos siglos siguientes en los momentos de tensión de Rusia con otras potencias ―hasta Hitler lo utilizó para justificar la invasión alemana de la Unión Soviética―. En el supuesto «Testamento» el zar Pedro I, el fundador del Imperio Ruso, aconsejaba a sus sucesores «mantener el Estado en un sistema de guerra continua» para «conquistar y subyugar al resto de Europa». Un religioso francés utilizó en 1876 el «Testamento» para afirmar que «todos sienten que pronto habrá, incluso externamente, solo dos partidos en Europa: el partido moscovita y el partido católico, el zar y el papa… No, no creáis que el espíritu de Atila, de Gengis Kan, de Tamerlán haya muerto. Todo existe para mantener en vilo a la civilización cristiana, para advertirle de que aún no ha muerto, para advertirle que aún no es tiempo de convertir el hierro de las espadas en rejas de arado y los cuarteles en hospicios».
El «Testamento» constituyó un hito decisivo en el desarrollo de la rusofobia.

#### En Gran Bretaña
En el siglo XIX, el sentimiento antirruso comenzó a fortalecerse en Gran Bretaña, una de las razones fue la difícil relación entre los imperios y la antigua rivalidad por Asia Central y Oriente Medio (El Gran Juego). Se escribieron panfletos y diarios de viaje que difundían narrativas y estereotipos antirrusos.
En la década de 1830, el diplomático, publicista y turquófilo David Urquhart, así como muchos alarmistas antirrusos, actuaron para poner a la opinión pública en contra de Rusia. Las élites británicas y los medios de comunicación simpatizaron con los rebeldes polacos durante el Levantamiento de Noviembre (1830-1831) y con las tribus circasianas durante la Guerra del Cáucaso (1817-1864)
Para Urquhart, defensor del Imperio Otomano, Rusia era un país despótico, tiránico, incivilizado, que quería a toda costa conquistar y someter al resto del mundo.

#### La Russie en 1839
En 1843, se publicó en inglés y francés el libro "Rusia en 1839", del Marqués de Custine, que presentaba una imagen extremadamente sombría de Rusia como un estado atrasado, cuyos habitantes eran inquietos y estúpidos; donde la vida era tan repugnante que las madres lloraban a sus hijos al nacer como si estuvieran muriendo; y que estaba gobernado por un déspota estúpido digno de su miserable pueblo. De Custine explicó la deplorable situación por el atraso de la Iglesia Ortodoxa Rusa y como consecuencia de la invasión mongola.
En esta obra, el Marqués de Custine «se mofaba de las clases nobles y de la monarquía rusa y ponía el acento en el barniz europeo de las élites, debajo de la cual se apreciaba la barbarie “asiática”».
En 1844, el Príncipe Piotr Andréievich Viazemski, en un texto sobre el libro "Rusia en 1839", comparó el Marqués de Custine con un posadero de Lübeck que, tras apenas haber visitado Rusia, extrajo conclusiones sobre Rusia y los rusos. Cabe destacar que la hostilidad entre rusos y europeos occidentales no era unidireccional. El mismo Vyazemsky criticó a los eslavófilos por su odio similar hacia Occidente.
Una obra similar a esta fue: A sketch of the military and political power of Russia in the year 1817 (‘Un esbozo del poder militar y político de Rusia en el año 1817’) de Robert Thomas Wilson, que había sido enlace militar británico en el ejército ruso durante las guerras napoleónicas. Wilson escribió un «panfleto radical e incendiario» que más adelante sería utilizado por los gobiernos británicos cuando se produjo el enfrentamiento con el Imperio Ruso por el dominio del centro de Asia en lo que se llamó el «El Gran Juego».

### SigloXX
En el siglo XX pervivieron los estereotipos y los mitos antirrusos y se crearon otros nuevos de fuerte arraigo (estos últimos a menudo apoyados en la «ciencia»: como los estudios alemanes del Ostforschung, detrás de los cuales se encontraba el proyecto de «colonización del Este»).

#### Primera Guerra Mundial y «Revolución de Octubre»

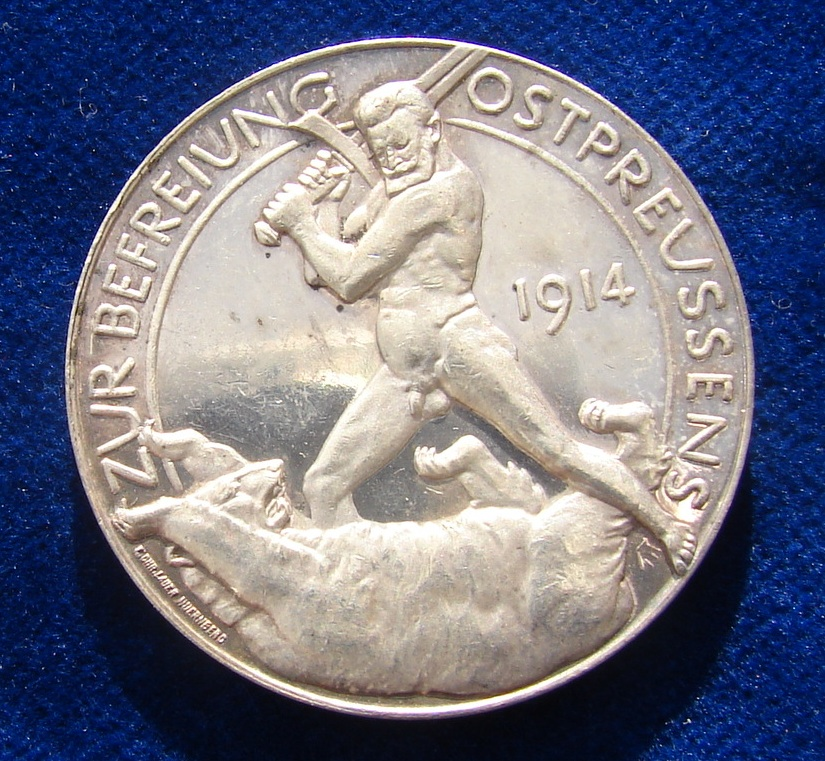
Reverso de una moneda alemana que conmemora la derrota de los rusos en Prusia Oriental en 1914. En ella aparece el mariscal Hindenburg abatiendo con su espada al oso ruso.

Durante la Primera Guerra Mundial los Imperios Centrales, y especialmente el Imperio Alemán, desplegaron una fuerte propaganda antirrusa utilizando todos los medios a su disposición (periódicos, revistas, libros, panfletos, fotografía, cine, monedas) en los que además de mostrar las «atrocidades» de las tropas rusas, de burlarse del atraso campesino y del excesivo poder de la Iglesia ortodoxa, de atacar sin piedad al zar y a su familia, se recurría muy frecuentemente a la metáfora del «oso ruso» como un ser amenazador. Sin embargo, esta propaganda no era muy diferente a la desplegada por los aliados de la Triple Entente que presentaban a los alemanes como «los hunos» que habían perpetrado la «violación de Bélgica».
Tras la Revolución de Octubre los estereotipos y mitos rusófobos se dirigieron hacia los bolcheviques, introduciendo un nuevo elemento: el antisemitismo. «Los bolcheviques eran ahora pintados con las manos llenas de sangre, con ojos orientalizantes, con una avidez criminal y cleptómana que a veces adoptaba aspectos judíos. Surgió así el estereotipo del judío bolchevique, de larga duración… Los comunistas eran ahora, a la vez, “rusos”, “judíos”, “orientales” y, además tenían todos los rasgos propio de los criminales anarquistas y terroristas del primer tercio del siglo». Las caricaturas de Lenin acentuaron sus rasgos tártaros para demostrar que su «crueldad» provenía de sus orígenes étnicos y las de Trotsky reproducían la imagen estandarizada de «el judío».
En Estados Unidos se produjo una histeria anticomunista, la llamada red scare, o «amenaza roja» (que se reproduciría en la década de 1950 con el «macartismo») y que identificaba «rusos» con «comunistas» ―dos palabras que parecían sinónimos― y la Unión Soviética con «Rusia», un estereotipo que alcanzaría a todo el planeta y que se mantendría mucho tiempo, sobre todo durante el periodo de la guerra fría.

#### Segunda Guerra Mundial

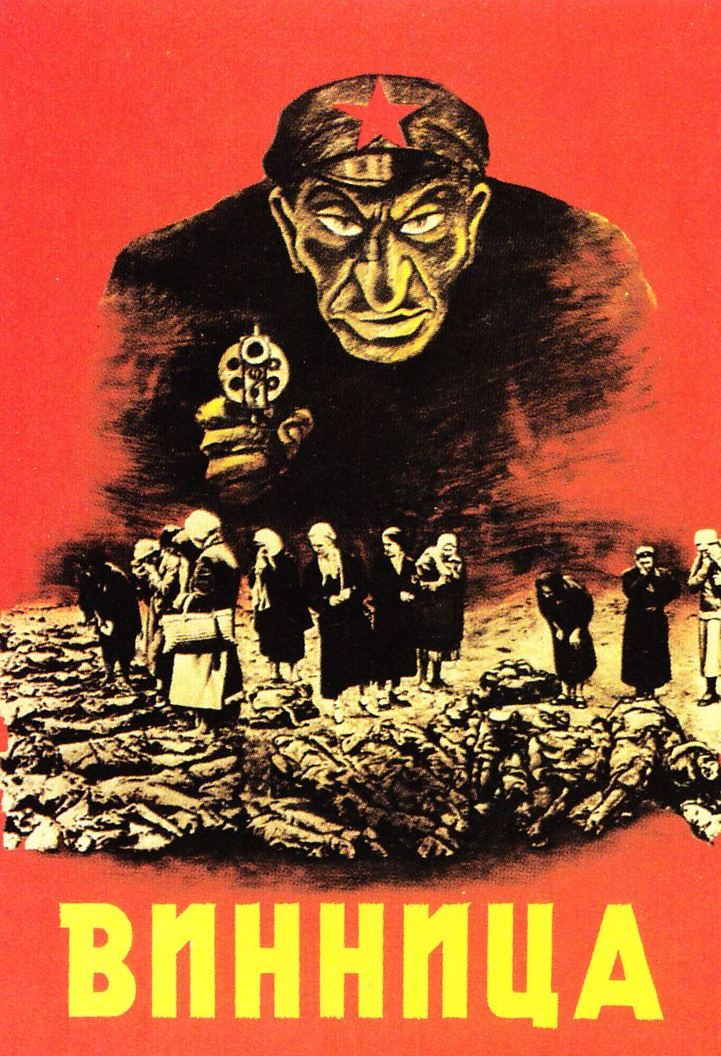
Cartel nazi de 1943 que muestra el mito del «judío bolchevique», relacionándolo con la masacre de Vínnitsa (que es la palabra que aparece con caracteres cirílicos).

Desde su llegada al poder en Alemania en 1933 y sobre todo durante la Segunda Guerra Mundial, los nazis recurrieron al mito del «judío bolchevique», y también al resto de estereotipos rusófobos, para justificar su criminal política expansionista en la Europa del Este (la Vernichtungskrieg, «guerra de aniquilación»), donde Alemania debía encontrar su «espacio vital» (Lebensraum) a costa de los «eslavos», incluidos los «rusos», incapaces de gobernarse a sí mismos tal como habían explicado los académicos de la Ostforschung y por tanto destinados a ser «siervos» de la raza dominante, la «raza aria». Todas esta ideas ya aparecían en el Mein Kampf de Hitler, que estaba repleto de antisemitismo y de antieslavismo. En Mein Kampf Hitler escribió: 

Aquí, el destino mismo parece querer darnos una señal. Al entregar Rusia al bolchevismo, despojó a la nación rusa de esa intelectualidad que anteriormente provocó y garantizó su existencia como Estado. Porque la organización de un estado ruso, la formación no fue el resultado de las habilidades políticas de los eslavos en Rusia, sino solo un excelente ejemplo de la eficacia formadora de estado del elemento alemán en una raza inferior.

«Esta fantasía criminal, esta distopía de lo racial, fue acompañada de toda una campaña propagandística e ideológica de deshumanización y desprecio hacia el enemigo que sobrepasaba, posiblemente, cualquiera de las anteriores». Así justificaba Himmler el trato a los prisioneros de guerra soviéticos (alrededor de tres millones murieron de hambre, maltrato o ejecuciones solo en los primeros meses de la invasión alemana de la URSS): «La necesidad, el hambre, la falta de consuelo han sido la suerte de los rusos durante siglos. Sin falsa compasión, ya que sus estómagos son perfectamente extensibles. No intente imponer los estándares alemanes y cambiar su estilo de vida. Su único deseo es ser gobernados por los alemanes». Esta política de deshumanización y desprecio hacia el enemigo queda aún más en evidencia en este discurso pronunciado también por Himmler el 13 de julio de 1941, tres semanas después del inicio de la invasión, y que estaba dirigido a los hombres de las Waffen-SS y en el que recurre a los viejos mitos antirrusos:

Esta es una batalla ideológica y una lucha de razas. Aquí, en esta lucha, se encuentra el nacionalsocialismo: una ideología basada en el valor de nuestra sangre germánica y nórdica. [...] En el otro lado está una población de 180 millones, una mezcla de razas, cuyos nombres son impronunciables y cuyo físico es tal que uno puede derribarlos sin piedad y compasión. Estos animales, que torturan y maltratan a todos los prisioneros de nuestro lado, a todos los heridos con los que se encuentran y no los tratan como lo harían los soldados decentes, lo verán ustedes mismos. Esta gente ha sido fusionada por los judíos en una religión, una ideología, que se llama bolchevismo. [...] Cuando ustedes, mis hombres, luchan allá en el Este, están llevando a cabo la misma lucha, contra la misma subhumanidad, las mismas razas inferiores, que en un momento aparecieron bajo el nombre de hunos, en otro tiempo, hace 1000 años en la época del rey Enrique y Otón I, bajo el nombre de magiares, en otro tiempo bajo el nombre de tártaros, y aún en otro tiempo bajo el nombre de Genghis Khan y los mongoles. Hoy aparecen como rusos bajo la bandera política del bolchevismo.

#### Guerra Fría

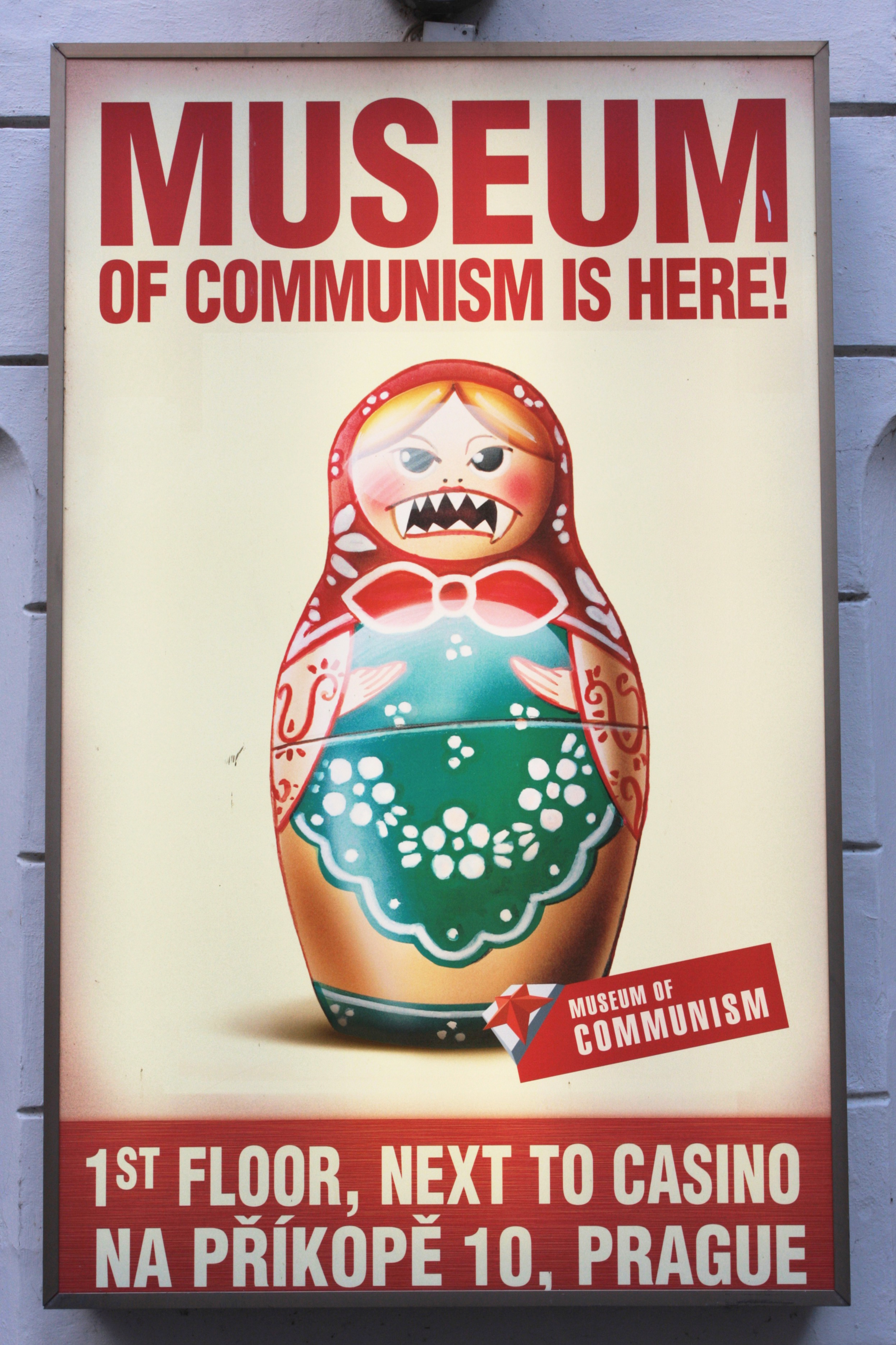
Cartel del Museo del Comunismo de Praga. En él se identifica el comunismo con Rusia (representada por la matrioshka amenazante).

En los países que tras el final de la Segunda Guerra Mundial quedaron bajo el dominio de Stalin (la «Europa Oriental», «el Este», en la terminología de la guerra fría) los ocupantes no eran los comunistas, o no solo, sino los «rusos» y la Unión Soviética era identificada como «Rusia». De ahí que los disidentes de estos países resaltaran su pertenencia a Europa  y el carácter «asiático» de «Rusia». El checoslovaco Milan Kundera habló de «un Occidente raptado» y, junto con otros, recuperó el concepto de «Europa central» diferenciado del de «Europa del Este», que presuponía la aceptación de la dominación soviética.
Como ha destacado José M. Faraldo, «la rusofobia de la época [de la guerra fría] era ideológica, pero conservaba los aspectos más clásicos de la mitología antirrusa, incluyendo la metáfora del oso», como se pudo comprobar por la reacción que suscitó la noticia de que los soviéticos ―los «rusos»― habían lanzado el primer satélite al espacio, el Sputnik, adelantándose a los estadounidenses. Un testigo del acontecimiento escribió: «el Sputnik fue un shock porque siempre habíamos supuesto que Rusia no era más que un oso grande, greñudo y todoterreno… [que] no tenía nada de nuestra inteligencia o sofisticación. Y un día nos despertamos y nos habían adelantando en el espacio». Por otro lado, el éxito del Sputnik dio alas a la «rusofilia».
En la última etapa de la Unión Soviética se produjo un renacimiento de la rusofobia ―en realidad es entonces cuando se extiende el uso del término―. Es el momento en que las diversas naciones y nacionalidades que integran la URSS reivindican el autogobierno e incluso la independencia y acusan a «Rusia» ―a la que identifican con la URSS: «lo soviético era, en realidad, lo “ruso”»― de tenerlas sometidas, lo que en cierta medida era cierto ya que Rusia había sido el «núcleo» de la Unión Soviética, aunque los bolcheviques, con Lenin al frente, siempre habían denunciado el «chovinismo ruso» y habían proscrito el uso de la palabra «Rusia» ―al mismo tiempo que «decenas de pueblos minoritarios recibieron el estatus nacional»―, situación que cambiará durante la Gran Guerra Patria en la que Stalin apelará al «patriotismo» para repeler la invasión nazi. «La imposición del ruso, la migración de rusos a la periferia originada por la industrialización y la reconstrucción de la posguerra, así como la creación de un estándar cultural soviético basado en el de Rusia, produjo fuertes reacciones antirrusas en la URSS», ha afirmado José M. Faraldo.
La respuesta fue el renacimiento del nacionalismo ruso, que empezó a difundir la idea, compartida por una parte de la élite soviética, de que las repúblicas no rusas eran en realidad unas «parásitas» que se aprovechaban de Rusia y de su grandeza, y cuyo corolario era que el sistema soviético perjudicaba a los rusos y beneficiaba a los demás. Esta idea ya estaba muy extendida entre los rusos cuando se produjo la disolución de la Unión Soviética en 1991, lo que explicaría que la Federación rusa no se opusiera a la independencia del resto de las repúblicas.

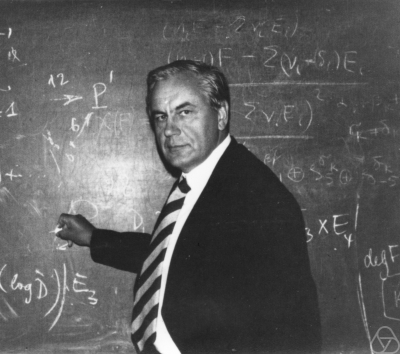
El matemático y nacionalista ruso Ígor Shafarévich fue el gran difusor de la existencia de la «rusofobia» tanto dentro como fuera del país.

El principal promotor de la idea de que Rusia había sido en realidad la gran víctima de la revolución y del sistema soviético fue el matemático Ígor Shafarévich. Fue él quien acuñó el término «rusofobia» para referirse a las críticas lanzadas por los «enemigos» de Rusia, dentro y fuera del país. Shafarévich ya había publicado en 1970 un libro, Socialism in our past and future (traducido al castellano con el título El fenómeno socialista), en el que argumentaba que el socialismo ―un sistema intrínsecamente destructivo e irreformable, según él― había sido impuesto a Rusia desde el exterior ―lo que le valió ser sometido a vigilancia y a censura por las autoridades soviéticas―. En 1980 fue cuando publicó el artículo titulado «Rusofobia» ―luego convertido en libro, en realidad un folleto, del que se publicaron varias ediciones corregidas y ampliadas por el autor― «que contribuyó de forma decisiva a la extensión del uso de la palabra “rusofobia” en el país». Según Shafarévich la rusofobia había sido alimentada por la propaganda occidental para combatir la influencia y extensión de Rusia y era especialmente intensa en los países de la «Europa del Este». Además, el libro recurría a los tópicos y estereotipos antisemitas: el «elemento semita», totalmente impregnado de «rusofobia», es el que habría empujado a los bolcheviques a llevar a cabo la revolución.
«[Según Shafarévich], rusófobo era todo lo que retara la interpretación de los rusos como una nación étnicamente homogénea, de Rusia como un Estado cuya tarea era subsistir ante los acosos de los enemigos y de la cultura rusa como impregnada del conservadurismo más esencialista y ligado con la Iglesia ortodoxa. De este modo, las visiones, liberales, socialistas, anarquistas, incluso socialdemócratas o cristianodemócratas como habían florecido antes de 1917, reciben el anatema como “rusófobas”. Capitalismo y socialismo, como hijos de la Ilustración, eran los enemigos principales y por igual de la Vieja Santa Rusia», ha afirmado José M. Faraldo. La obra de Shafarévich abrió «la puerta a los ultranacionalistas de todo tipo», ha añadido este historiador español.

### SigloXXI
Tras la disolución de la Unión Soviética en 1991 la Federación Rusa asumió la herencia de aquel estado aunque la URSS nunca había sido para los rusos «su» nación, y todo ello a pesar de que así había sido considerado desde el exterior. En esos años reapareció el debate sobre si Rusia formaba parte de Europa, pero los «occidentalistas» fueron finalmente derrotados porque se impuso la posición antieuropea sobre todo a partir de la consolidación en el poder de Vladímir Putin  en las dos primeras décadas del siglo XXI. Como ha indicado José M. Faraldo, «si durante la perestroika [1985-1991] y los años noventa, lo “europeo” era en Rusia el modelo cultural y social a seguir, el cierre progresivo de la sociedad ―impulsado por el poder― desde 2014, ha conducido a la construcción de un cierto nuevo orgullo que es, sobre todo, antieuropeo. Rusia ahora es Rusia, y no es, ni puede ser Europa». Esta visión que sitúa a Rusia en un espacio intermedio entre Europa y Asia, se vio alentada por la posición claramente europeísta y atlantista que adoptaron los «países del Este» liberados del dominio comunista tras la caída del muro de Berlín ―todos ellos se integrarán en la Unión Europea y en la OTAN, incluidos los tres países bálticos―. Rusia quedó así «aislada».
En estos países, especialmente los que habían formado parte de la URSS ―y ahora eran independientes― se fue desarrollando una cierta «rusofobia» ya que las nuevas élites postcomunistas culparon de todos sus problemas a los «rusos», no al sistema soviético ―en los países bálticos se extendió la idea de que no había sido la Unión Soviética la que los había invadido y ocupado en 1940 sino «Rusia»―. Esto se tradujo en políticas de «asimilación» de las minorías rusófonas ―unos 25 de millones de «rusos» habían quedado fuera de la Federación Rusa cuando desapareció la URSS―. Estas políticas fueron especialmente duras en Letonia, donde los «rusos» constituían un tercio de la población, al negárseles la ciudadanía letona a las personas que no hablaran letón (los que sólo hablaran ruso eran «no ciudadanos», nepilsoni; en 2022 todavía el 10% de la población continuaba incluida en esta categoría, por eso muchos de ellos decidieron adoptar la nacionalidad rusa). Como ha señalado José M. Faraldo, «esta rusofobia real les hizo muy accesibles a la influencia de la políticas de propaganda cultural del Kremlin», como la idea del russkii mir, el «mundo ruso» de la que formarían parte estas minorías.

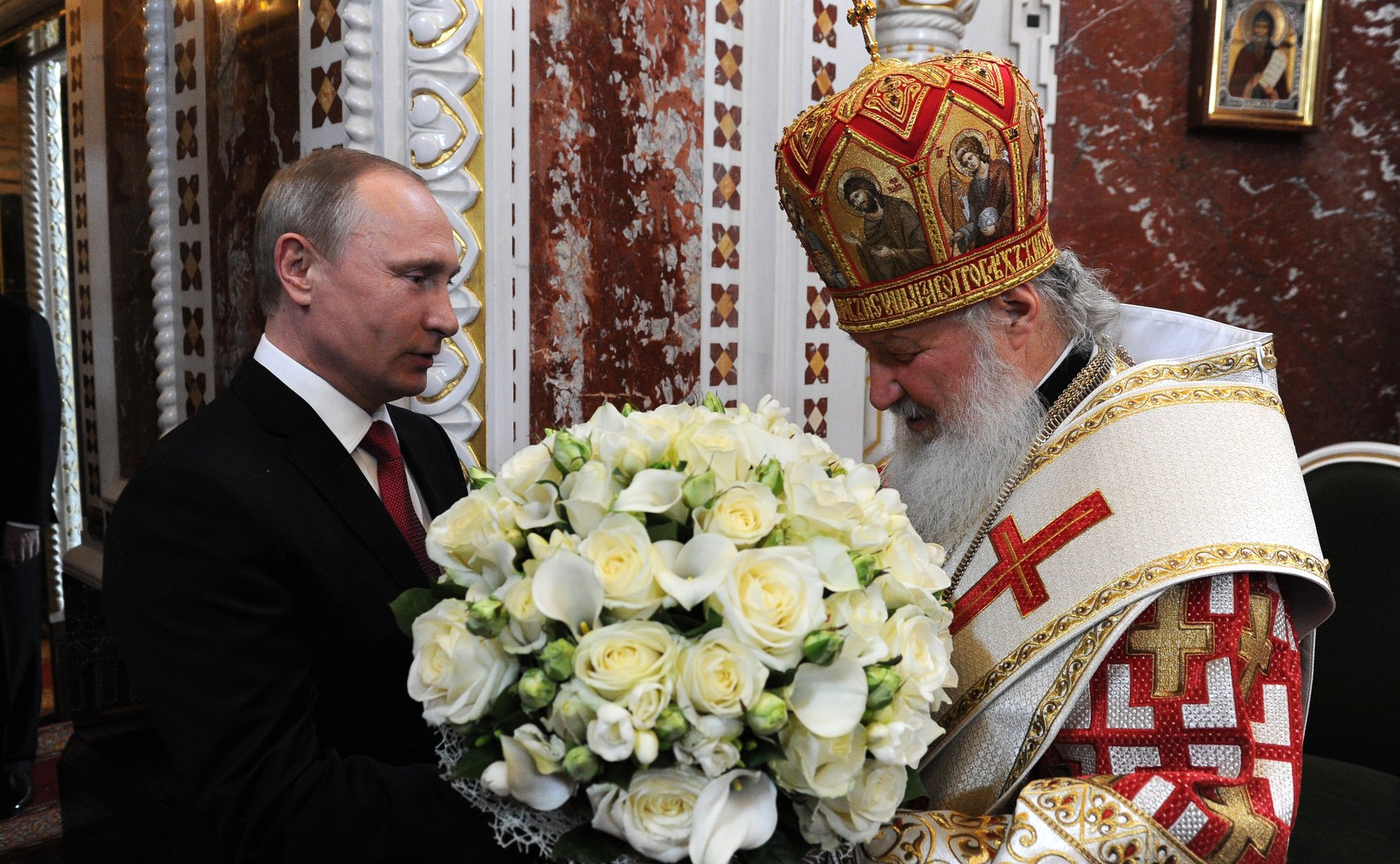
Encuentro durante el oficio de Pascua de 2016 del presidente Vladímir Putin y el patriarca Cirilo de Moscú. La Iglesia Ortodoxa rusa, fiel aliada de Putin, ha desempeñado un papel clave en la extensión de la sensación rusofóbica entre la población rusa.

La anexión de Crimea por Rusia de 2014 y, sobre todo, la invasión rusa de Ucrania de febrero de 2022 ha incrementado notablemente la rusofobia en Ucrania y en el resto de países que habían estado bajo el dominio soviético ―en las repúblicas  bálticas se han intensificado las medidas para «asimilar» a las minorías rusófonas―, así como en el conjunto de Occidente. Y al mismo tiempo ha ido extendiéndose la sensación rusofóbica entre la población rusa, alentada por la maquinaria propagandística de Vladímir Putin y que la ha utilizado para construir un discurso victimista que fundamentara y legitimara su poder. Y no sólo han sido acusados de rusófobos los extranjeros sino también los naturales del país que criticaran al poder o cuestionaran los fundamentos culturales, políticos y hasta raciales de Rusia, singularmente la oposición liberal. Así pues, la acusación de «rusofobia» aplicada a los propios rusos se ha convertido en una poderosa arma política ―y de propaganda― del poder de Putin. Acusación que a menudo enlazaba con el antisemitismo porque «para el nacionalismo ruso no hay nada más rusófobo que los judíos».
En la extensión de la sensación rusofóbica entre la población rusa ha desempeñado un papel clave la Iglesia ortodoxa rusa, convertida en una fiel aliada del poder de Putin, imbuido de la idea mesiánica, compartida por la Iglesia ortodoxa, de que Rusia tiene una misión que cumplir (como la defensa de los ciudadanos de etnia o lengua rusa que vivan fuera de la Federación Rusa). El patriarca Cirilo de Moscú apoyó sin titubeos la invasión rusa de Ucrania recurriendo a los estereotipos rusófobos. En el escrito que hizo público dijo lo siguiente:

Este trágico conflicto se ha convertido en arte de la estrategia geopolítica a gran escala destinada, ante todo, a debilitar a Rusia. […] La rusofobia se están extendiendo por el mundo occidental a un ritmo sin precedentes. […] Año tras año, mes tras mes, los Estados miembros de la OTAN han ido aumentando su presencia militar, haciendo caso omiso de la preocupación de Rusia de que esas armas puedan ser utilizadas algún día contra ella. […] Además, las fuerzas políticas que tienen como objetivo contener a Rusia no iban a luchar ellas mismas contra ella. Planeaban utilizar otros medios, tras haber intentado enemistar a los pueblos hermanos: rusos y ucranianos. No escatimaron esfuerzos ni fondos para inundar Ucrania de armas e instructores de guerra. Sin embargo, lo más terrible no son las armas, sino el intento de “reeducar”, de rehacer mentalmente a los ucranianos y a los rusos que viven en Ucrania para convertirlos en enemigos de Rusia.

Putin ha utilizado con frecuencia la rusofobia para justificar sus agresiones a los países vecinos o respaldar su política. Como ha explicado José M. Faraldo la convicción de Putin «de que el resto del mundo tiene envidia y odio a Rusia se ha ido expandiendo hasta convertirse en parte integrante de su cosmovisión. Rusia está sola en el mundo. Para él no se trata solo de un residuo de la Guerra Fría, sino de una actitud de siglos. Los que odian a Rusia quieren, sobre todo, desmembrarla. [...] La rusofobia es un comodín para poner la nación a la defensiva y proclamar líneas de unidad e inclusión, al tiempo que se expulsa tanto al enemigo interno como al que pretende criticar el país desde el exterior. De hecho, esto lo muestra el desarrollo de la legislación sobre los "agentes extranjeros"». De ahí que sea tan importante para Putin el concepto de russkii mir, el «mundo ruso». «Se trata de una solidaridad cultural e histórica entre todos aquellos que se consideran rusos», explica Faraldo. Y en eso ha contado con el apoyo entusiasta del patriarca Cirilo de Moscú —el «mundo ruso» acoge también a «aquellos que se llaman a sí mismos con diversos nombre, incluyendo a rusos, ucranianos y bielorrusos».
El principal enemigo del «mundo ruso», según Putin, es el «Occidente colectivo», un concepto acuñado por él «de clara utilidad política interna que aúna y homogeniza a Estados Unidos y Europa en un enemigo común, que conspira unido».

## Estadísticas
En octubre de 2004, la Organización Internacional Gallup anunció que, según su encuesta, el sentimiento antirruso era relativamente fuerte en Europa y Occidente en general. Se constató que Rusia era el país del G-8 de entonces menos popular a nivel mundial. El porcentaje de la población con una percepción «muy negativa» o «bastante negativa» de Rusia era del 73% en Kosovo, 62% en Finlandia, 57% en Noruega, 42% en la República Checa y Suiza, 37% en Alemania, 32 % en Dinamarca y Polonia y 23% en Estonia. En general, el porcentaje de encuestados con una visión positiva de Rusia era solo del 31%. 
Según una encuesta del Pew Research Center de 2014, las actitudes hacia Rusia en la mayoría de los países empeoraron considerablemente durante la participación de Rusia en la crisis de Ucrania de 2014. De 2013 a 2014, la mediana de las actitudes negativas en Europa aumentó del 54 % al 75 % y del 43 % al 72 % en los Estados Unidos. Las actitudes negativas también aumentaron a partir de 2013 en Oriente Medio, América Latina, Asia y África. 
Está la cuestión de si las actitudes negativas hacia Rusia y las frecuentes críticas al gobierno ruso en los medios occidentales contribuyen a las actitudes negativas hacia el pueblo y la cultura rusos. En un artículo de The Guardian, el académico británico Piers Robinson afirma que «de hecho, los gobiernos occidentales a menudo se involucran en estrategias de manipulación a través del engaño que implican exageración, omisión y desvío».  En una encuesta de 2012, el porcentaje de inmigrantes rusos en la Unión Europea que indicaron haber sufrido delitos de odio por motivos raciales fue del 5 %, menos que el promedio del 10 % informado por varios inmigrantes y grupos étnicos minoritarios en la UE. El 17 % de los inmigrantes rusos en la UE dijeron que habían sido víctimas de delitos en los últimos 12 meses, por ejemplo, robos, ataques, amenazas aterradoras o acoso, en comparación con un promedio del 24 % entre varios grupos de inmigrantes y minorías étnicas.  Según un estudio de 2019, el término «rusofobia» en sí mismo se usaba con poca frecuencia antes de 2014 y principalmente para describir la discriminación contra los rusos étnicos en los antiguos estados soviéticos. Un aumento significativo en el uso del término por parte del Ministerio de Relaciones Exteriores de la Federación Rusa comienza a partir de 2014 y está vinculado al regreso de Putin a la presidencia en 2012 y trae una nueva definición de «rusidad» y un nuevo enfoque hacia «Occidente».
| País buscado   | Positivo | Negativo | No sabe | Post-negativo |
| -------------- | -------- | -------- | ------- | ------------- |
| Dinamarca      | 7%       | 70%      | 23%     | -63           |
| Reino Unido    | 8%       | 68%      | 24%     | -60           |
| Polonia        | 13%      | 63%      | 24%     | -50           |
| Suecia         | 15%      | 61%      | 25%     | -46           |
| Estados Unidos | 16%      | 60%      | 24%     | -44           |
| Japón          | 12%      | 54%      | 34%     | -42           |
| Canadá         | 19%      | 54%      | 27%     | -35           |
| Alemania       | 20%      | 54%      | 26%     | -34           |
| Australia      | 24%      | 54%      | 22%     | -30           |
| España         | 25%      | 49%      | 26%     | -24           |
| Turquía        | 34%      | 48%      | 18%     | -14           |
| Francia        | 28%      | 42%      | 30%     | -14           |
| Italia         | 36%      | 34%      | 30%     | +2            |
| Arabia Saudita | 38%      | 29%      | 34%     | +9            |
| Sudáfrica      | 47%      | 36%      | 17%     | +11           |
| Brasil         | 52%      | 31%      | 16%     | +21           |
| Egipto         | 57%      | 19%      | 24%     | +38           |
| Tailandia      | 53%      | 14%      | 33%     | +39           |
| Nigeria        | 64%      | 22%      | 14%     | +42           |
| México         | 61%      | 17%      | 22%     | +44           |
| Indonesia      | 63%      | 12%      | 24%     | +51           |
| China          | 71%      | 15%      | 13%     | +56           |
| India          | 73%      | 12%      | 15%     | +61           |

## Rusofobia en el mundo

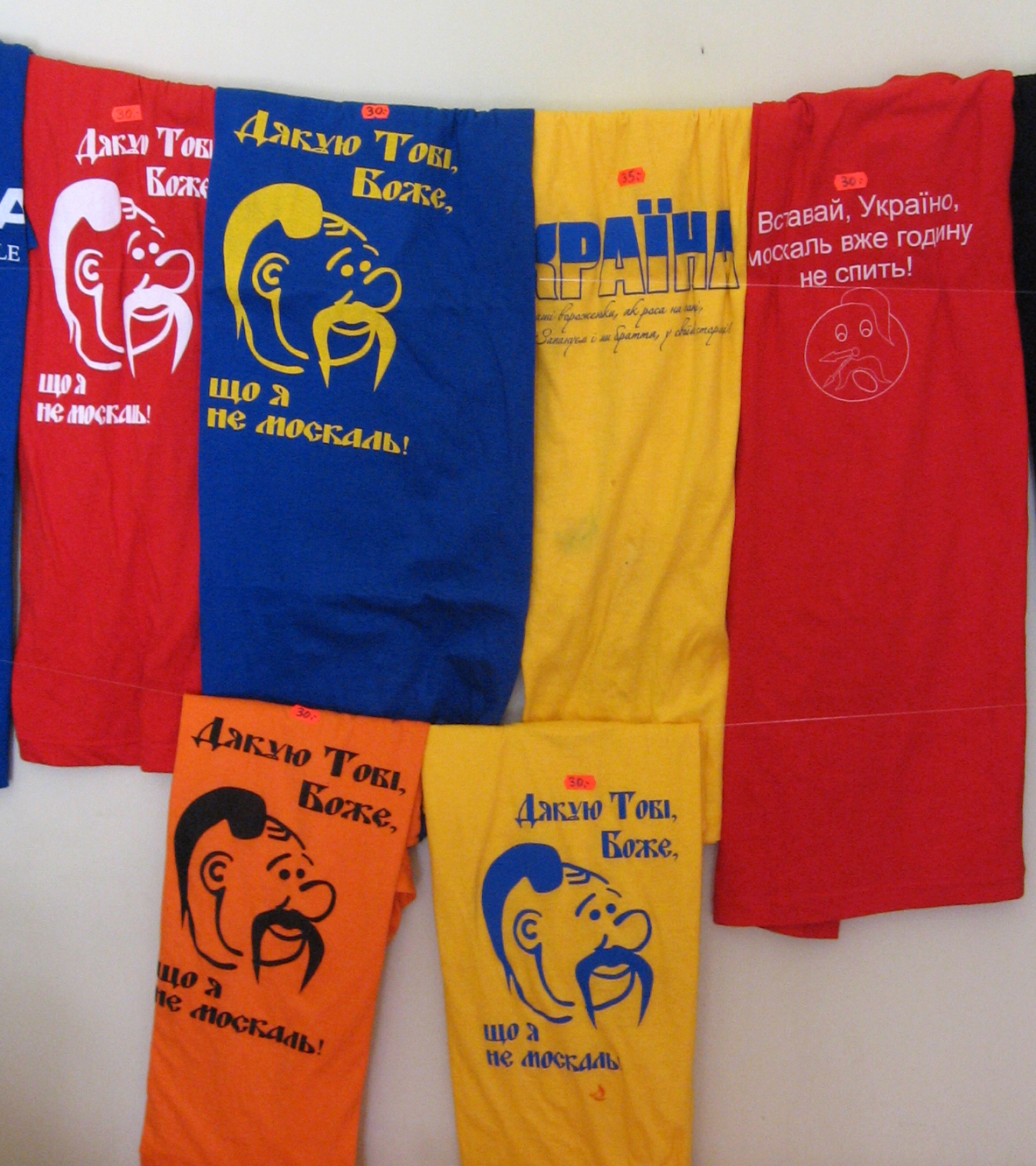
Camisetas en ucraniano con mensajes antirrusos. Las que tienen la caricatura de un hombre con apariencia de cosaco zapórogo dicen: «¡Gracias a Dios que no soy un moscal!».
La camiseta roja en la parte de la imagen dice: «¡Levántate Ucrania, que los moscalí no duermen por una hora!».

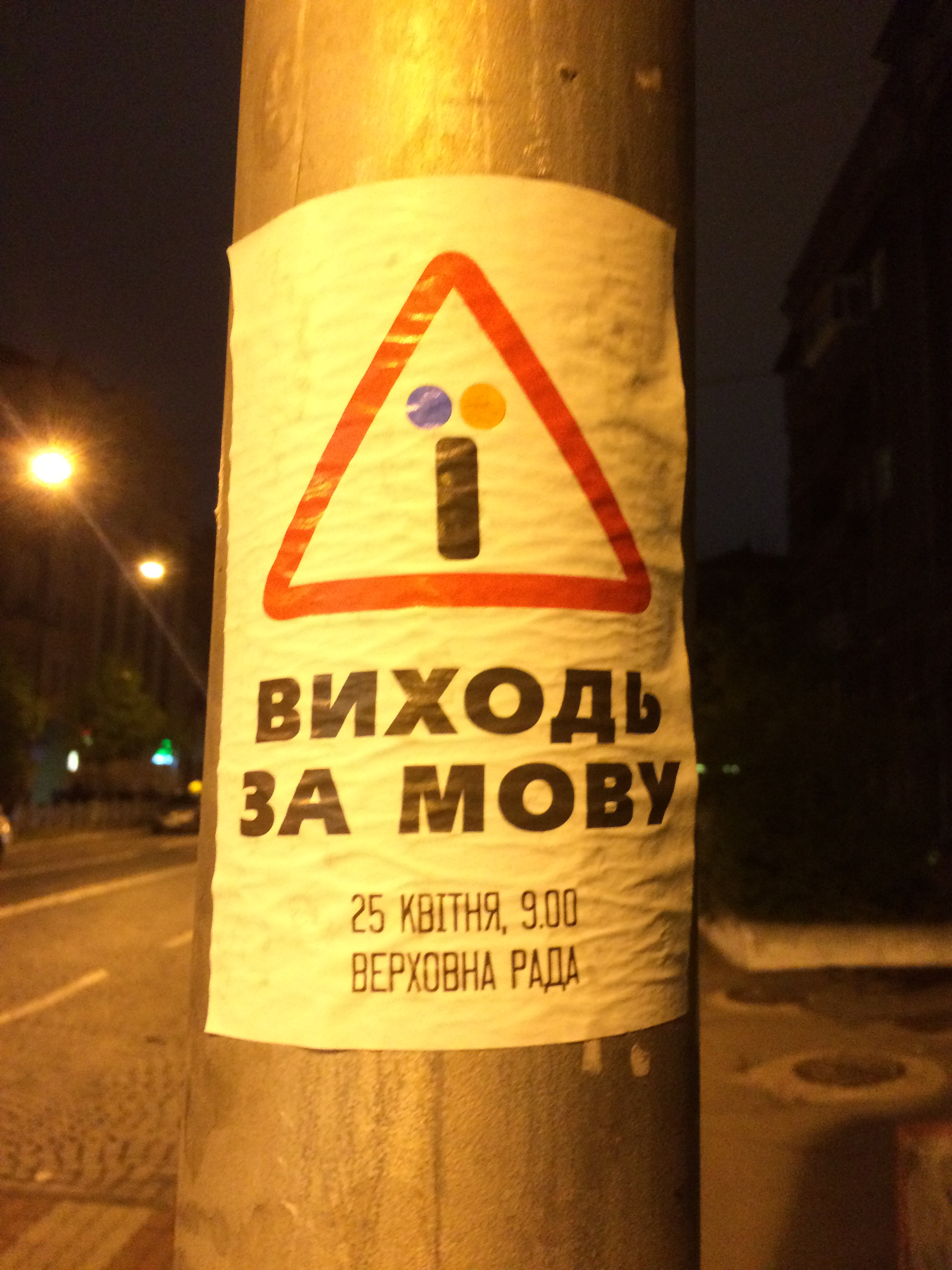
La nueva ley lingüística de Ucrania fue tramitada con el lema Más allá del idioma. Los críticos sostenían que privaría de derechos a los hablantes de ruso del país y televisiones rusas informaron que la ley prohibiría el ruso de facto. Según el analista Jacques Baud, provocó una represión que derivó en ataques a la población rusófona.

### En Europa

#### Ucrania
El apelativo moscalí es una forma de referirse a los rusos con una connotación negativa; es una adaptación polaca de la palabra turca moscovali, que significa «nativo de [el principado de] Moscovia», es decir, «moscovita».
Se corresponde con el apelativo ucrainófobo en idioma ruso jojol.

#### Polonia
Los responsables rusos afirman francamente que los sentimientos negativos hacia Rusia están bastante extendidos en Polonia. Se publicó en el Civil society transparency and anti-corruption activities en Polonia que numerosos polacos parecen interesados en la política exterior rusa, pues tienen miedo que ese extenso país busque reconstruir su desmembrado anterior imperio bajo una forma diferente.

#### Países Bálticos
En las antiguas repúblicas bálticas (Estonia, Letonia y Lituania) han tenido lugar degradaciones y traslados a necrópolis de monumentos de la época soviética. Fueron originados por el sentimiento antisoviético que allí se desarrolló a consecuencia de la ocupación de las repúblicas bálticas durante la Segunda Guerra Mundial en los años 1940-1941 y las posteriores deportaciones masivas de habitantes entre 1944 y 1953.

#### Finlandia
En marzo de 2006, la presidenta finlandesa Tarja Halonen atribuyó la rusofobia de los finlandeses a «dos guerras entre Finlandia y Rusia en el siglo XX».
En septiembre de 2008, en el contexto de las tres repúblicas bálticas y Polonia, los sentimientos rusófobos en Finlandia parecían moderados.
En 2010, Erkki Johan Bäckman informó a los medios rusos sobre el aumento de la rusofobia en Finlandia, sin embargo, Matti Anttonen, el embajador finlandés en Rusia, no encontró fundamento para tales declaraciones y,  como ejemplo, citó la situación con la deportación de la ciudadana rusa Irina Antonova, en la que, en su opinión, no había indicios de rusofobia.

#### Países Eslavos
El Instituto de Estudios Eslavos de la Academia Rusa de Ciencias, en un artículo de divulgación científica publicado en el sitio electrónico del instituto, expresó su preocupación por el crecimiento de los sentimientos rusófobos como resultado de la “americanización” de los eslavos.

### EE.UU
Muchos historiadores occidentales de la era de la Guerra Fría hicieron juicios simplistas y esencialistas sobre la naturaleza autoritaria y expansionista de Rusia, vinculándola con la fe ortodoxa y las consecuencias de la invasión mongola, mientras ignoraban todos los hechos y eventos de la historia rusa que no encajaban con esta interpretación.
Esta actitud hacia el autoritarismo y la política exterior rusa se extendió a los medios de comunicación, políticos, funcionarios y diplomáticos. Algunos comentaristas políticos y diplomáticos estadounidenses extrajeron conclusiones generales inapropiadas sobre Rusia y los rusos, que a veces rozaban el racismo. Por ejemplo, al comentar la crueldad de los soldados rusos en la guerra: Zbigniew Brzezinski afirmó que los rusos negarían los crímenes de guerra en Chechenia durante mucho tiempo, al igual que negaron la ejecución de oficiales polacos durante 50 años, divulgando los crímenes de Iósif Stalin y de la NKVD entre todos los rusos, la gran mayoría de los cuales desconocían cualquier ejecución.
El historiador estadounidense Martin Malia utilizó el término "Rusia eterna" para criticar a una serie de políticos y expertos occidentales que creen que Rusia es  incapaz de cambiar y, por lo tanto, que las relaciones hostiles entre la URSS y los EE. UU. durante la Guerra Fría se reproducirán en el futuro.
Se observa que la representación de un oponente como torpe y descerebrado puede tener ciertas consecuencias, ya que generalmente no se corresponde con la realidad y complica las previsiones políticas. Así, el analista político estadounidense Charles Krauthammer escribió sobre el efecto que tuvo el lanzamiento del Sputnik 1, primer satélite del mundo, en Estados Unidos, en 1957: «El Sputnik fue un shock para el país, porque hasta entonces siempre habíamos pensado en Rusia como un oso enorme, extremadamente fuerte, pero torpe. El oso desgastó a los nazis, era capaz de producir acero en cantidades asombrosas, pero nosotros teníamos algo que él no tenía en absoluto: inteligencia e ingenio. Y entonces, un buen día, nos despertamos y vemos que nos ha superado en el espacio...».
Ver también: Acusaciones de interferencia rusa en las elecciones presidenciales de Estados Unidos de 2016
El 04 de diciembre de 2006, Neil Clarke, en The Guardian expresó la opinión de que los rusófobos estadounidenses e ingleses han desacreditado al gobierno ruso con fines políticos, porque una Rusia independiente es un obstáculo para su hegemonía mundial. 
El 2 de marzo de 2007, el periodista Yevgeny Bai escribió en el periódico Izvestia que el senador John McCain tiene el apodo de «el principal rusófobo de Estados Unidos». Por otro lado, el 21 de febrero de 2011, Borís Nemtsov calificó las acciones de McCain como un rechazo al «régimen mafioso y corrupto de Putin» y consideraba rusófobos a quienes «defienden este régimen».
En marzo de 2006, Mijaíl Leonídovich Kamynin, entonces el representante oficial del Ministerio de Asuntos Exteriores de Rusia, hizo un comentario sobre el Informe del Departamento de Estado de los EE.UU. sobre las prácticas de derechos humanos en el mundo en 2005, en el que afirmó que dichos informes estimulan tendencias rusófobas en la sociedad estadounidense, ya que la información que presentan distorsiona los hechos relativos a la observancia de los derechos humanos en Rusia.
En 2007, Leonid Viktorovich Smirnyagin, entonces un profesor del Departamento de Geografía de la Universidad Estatal de Moscú, señaló en su artículo «Rusia a través de los ojos de los estadounidenses» que la rusofobia del ciudadano estadounidense debería tratarse, en mayor medida, como un mito. Andrei Tsygankov, un politólogo, también en 2007, señaló que «la rusofobia no prevalece en la conciencia estadounidense».